# Чесноков Іслам Хусієвич
Іслам Хусієвич Чесноков (каз. Ислам Хусиевич Чесноков, нар. 21 листопада 1999, Усть-Каменогорськ) — казахський футболіст, нападник «Тобола» (Костанай) і національної збірної Казахстану.

## Клубна кар'єра
У дорослому футболі дебютував 2018 року виступами за команду «Алтай», в якій провів два сезони, взявши участь у 15 матчах чемпіонату. 
Протягом 2021–2022 років грав у Білорусі у складі «Білшини», де був основним гравцем атакувальної ланки команди.
До складу костанайського «Тобола» приєднався 2023 року. Того ж року став володарем Кубка Казахстану, забивши єдиний вирішальний гол у фінальній грі турніру.

## Виступи за збірну
2023 року дебютував в офіційних матчах у складі національної збірної Казахстану.

## Титули і досягнення

### Командні
- Володар Кубка Казахстану (1):

«Тобол»: 2023
- Володар Суперкубка Казахстану (1):

«Тобол»: 2024

### Особисті
- Найкращий бомбардир Прем'єр-ліги Казахстану (1): 2024 — 10 м'ячів.